# George Wells Beadle
George Wells Beadle (Wahoo, EUA 1903 - Pomona 1989) fou un genetista i professor universitari estatunidenc guardonat amb el Premi Nobel de Medicina o Fisiologia l'any 1958.

## Biografia
Va néixer el 22 d'octubre de 1903 a la ciutat de Wahoo, població situada a l'estat nord-americà de Nebraska. Va estudiar agronomia a la Universitat de Nebraska, on es va graduar el 1926, i posteriorment realitzà el doctorat a la Universitat Cornell, Nova York, l'any 1931, on conegué Barbara McClintock. Immediatament començà a treballar a l'Institut Tecnològic de Califòrnia, fins que l'any 1936 fou nomenat professor adjunt de genètica de la Universitat Harvard. Posteriorment fou nomenat professor de genètica de la Universitat Stanford i després va exercir com a professor de biologia a la Universitat de Pasadena. Així mateix entre 1961 i 1968 fou president de la Universitat de Chicago.
Va morir el 9 de juny de 1989 a la ciutat de Pomona, població situada a l'estat de Califòrnia, patint els últims anys de la seva vida la malaltia d'Alzheimer.

## Recerca científica
Durant la seva estada a l'Institut Tecnològic de Califòrnia formà part del grup d'investigadors de la genètica de la Drosophila melanogaster juntament amb Edward Lawrie Tatum, Alfred Sturtevant i Thomas Hunt Morgan. Al costat d'Edward Lawrie Tatum la recerca científica de Beadle se centrà en les transmissions hereditàries dels caràcter biològics. En la seva recerca utilitzà la floridura de la Neurospora crassa exposada als raigs X, observant l'aparició de mutacions. En diverses sèries d'experiments van demostrar que aquestes mutacions eren les responsable canvis en els enzims específics implicats en les rutes metabòliques. Aquests experiments, publicats l'any 1941, els van dur a proposar un vincle directe entre els gens i les reaccions enzimàtiques, coneguda com la hipòtesi "Un gen, un enzim".
L'any 1958 li fou concedit, juntament amb Edward Lawrie Tatum, la meitat del Premi Nobel de Medicina o Fisiologia pel seu descobriment que els gens actuen regulant esdeveniments químics definits. L'altra meitat del premi recaigué en Joshua Lederberg pels seus descobriments referents la recombinació genètica i a l'organització del material genètic dels bacteris.